# Parc national de Pyhä-Luosto
Le parc national de Pyhä-Luosto (finnois : Pyhä-Luosto kansallispuisto) est un parc national en Laponie finlandaise. 

## Paysages
Créé en 2005, il est issu de la fusion du parc national du Pyhätunturi, plus vieux parc national de Finlande (créé en 1938) avec celui de Luosto. 
Il couvre 142 km2 composés de forêt primaire et de zones humides ainsi que de plusieurs curiosités géologiques. Il abrite également la gorge de Pyhakuru.
Pyhä-Luosto s'étend sur les communes de Sodankylä et de Pelkosenniemi ainsi que sur le territoire de la ville de Kemijärvi. 
Le parc constitue l'épine dorsale de la chaîne de tunturis, nommée Pyhätunturi (fi), la plus méridionale de Finlande. 
Les plus hauts tunturis sont Noitatunturi (540 m), et Ukko-Luosto (514 m). 

## Galerie

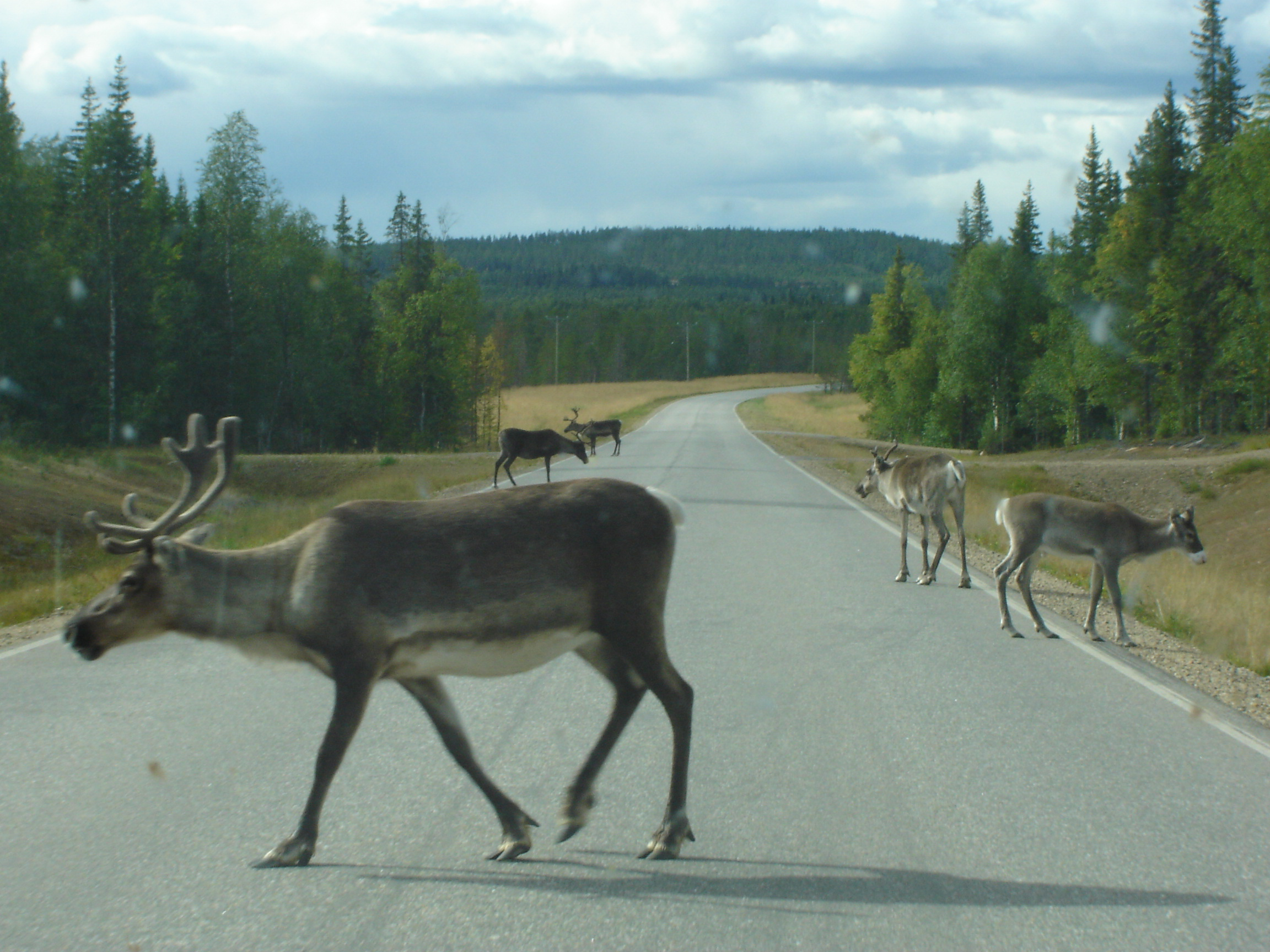
Rennes sur la route régionale 962 près de Sodankylä.
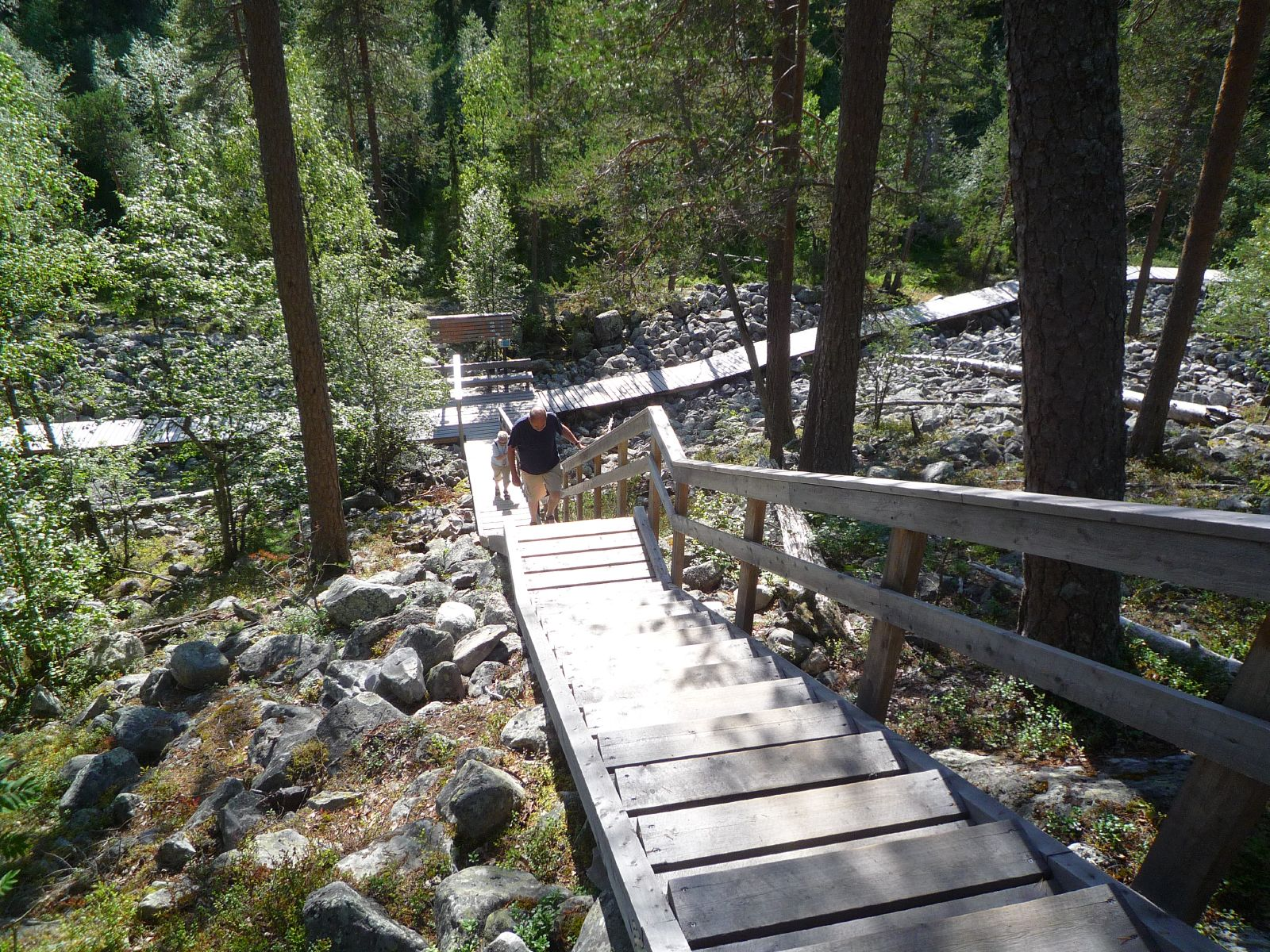
Sentier de randonnée.
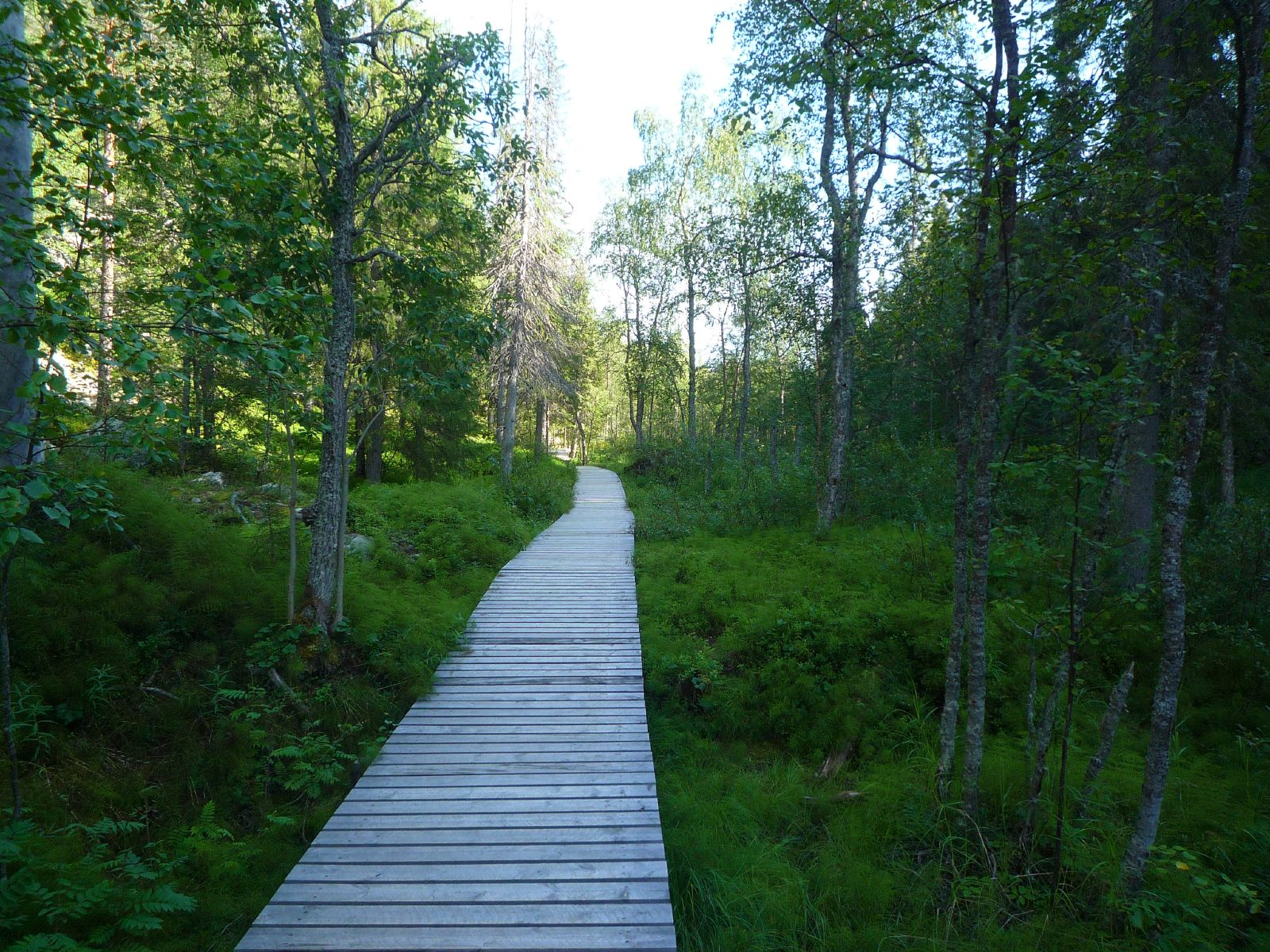
Sentier de randonnée.
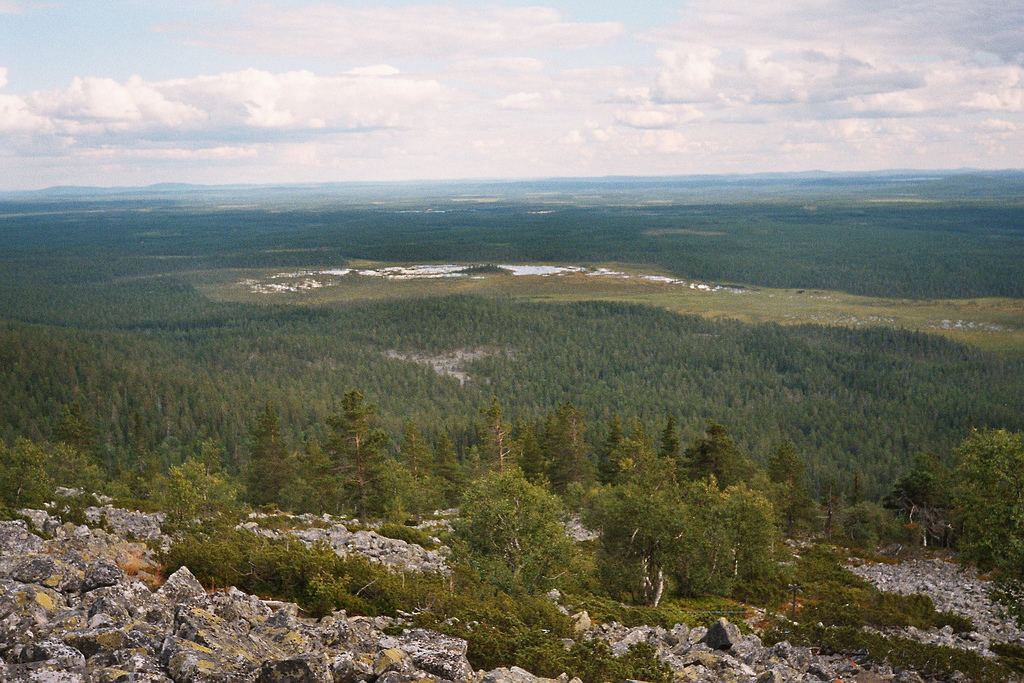
Noitatunturi.
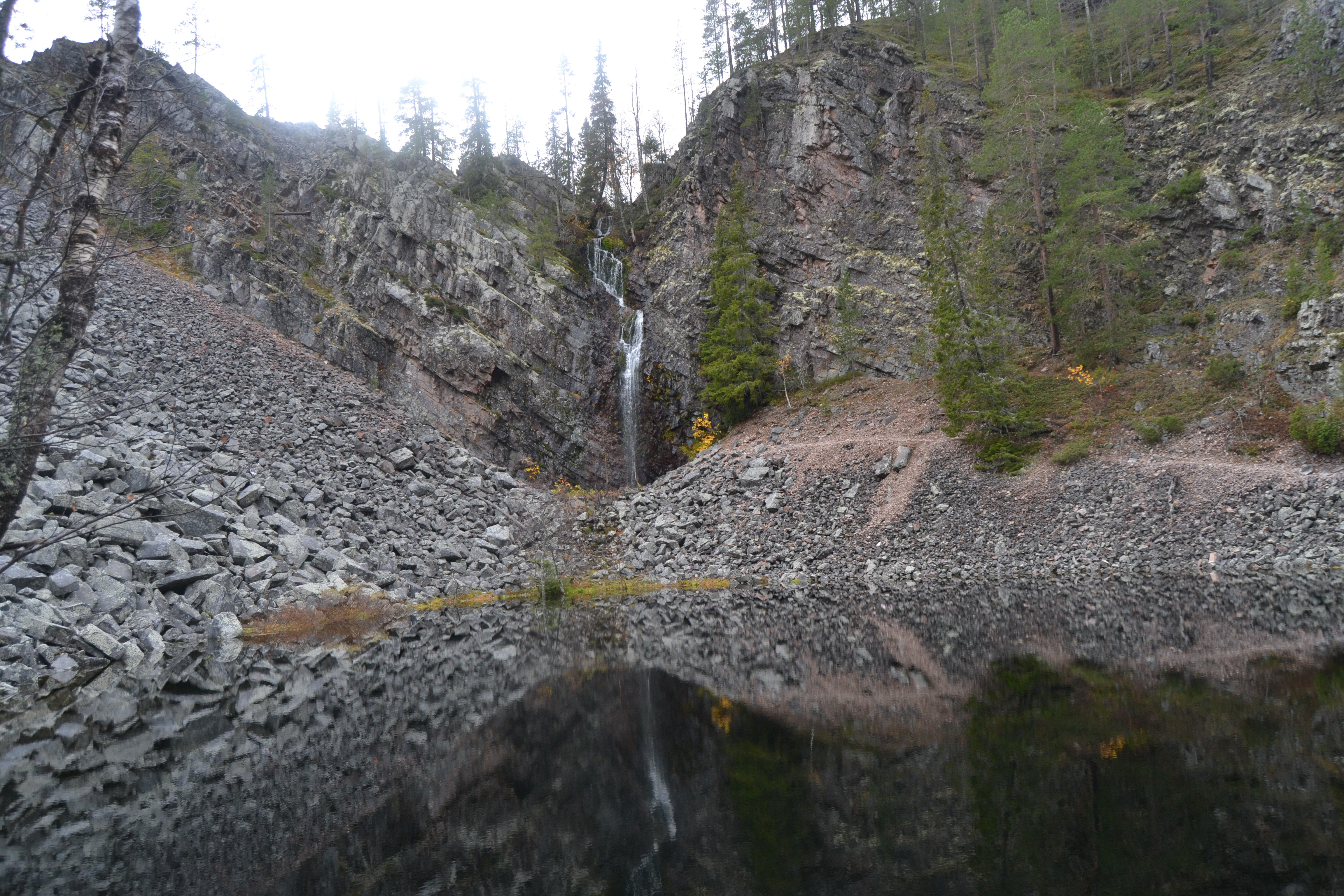
Chute de Pyhänkaste.
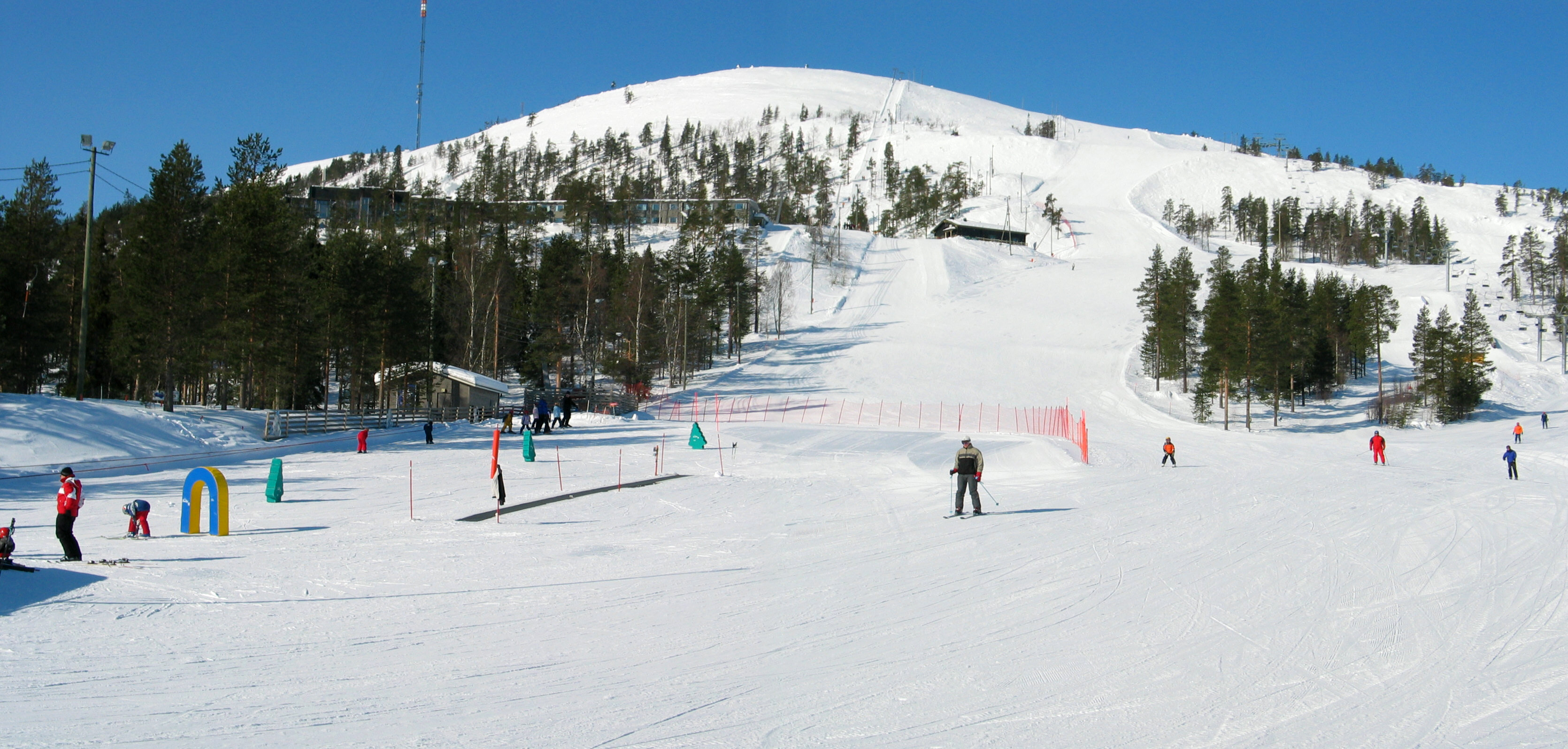
Pyhatunturi.